# 特拉诺瓦-达锡巴里
特拉诺瓦-达锡巴里（義大利語：Terranova da Sibari），是意大利科森扎省的一个市镇。总面积43.06平方公里，人口5214人，人口密度121.1人/平方公里（2009年）。ISTAT代码为078146。